# Медуза-хрестовик
Медуза-хрестовик (лат. Gonionemus vertens) — отруйна гідромедуза, що мешкає в прибережних водах північної частині Тихого океану (від Китаю до Каліфорнії). Невелика популяція (можливо, завезених) відзначена в західній Атлантиці). Медузи тримаються в заростях морської трави зостери. Поліпоїдне покоління не описано.
Діаметр «парасольки» 25-40 мм. Всередині прозорого тіла видно хрещатий малюнок, утворений пофарбованими внутрішніми органами (гонад, розташованих вздовж чотирьох радіальних каналів травної системи). По краях парасольки розташовано близько 60 тонких щупалець, що несуть потовщення — скупчення жалких клітин. Щупальця мають різкий перегин поблизу вершини. Довжина щупалець може змінюватися, у повністю витягнутих щупалець вона перевищує діаметр парасольки.
Ураження жалячими клітинами медузи-хрестовика не смертельне, але вкрай болюче.